# Brezovica-Jelik
Brezovica-Jelik este o arie protejată (sit de importanță comunitară — SCI) din Croația întinsă pe o suprafață de 439,5 ha, integral pe uscat.

## Localizare
Centrul sitului Brezovica-Jelik este situat la coordonatele 46°04′14″N 17°05′32″E / 46.070651°N 17.092291°E.

## Înființare
Situl Brezovica-Jelik a fost declarat sit de importanță comunitară în iulie 2013 pentru a proteja un număr necunoscut de specii din flora spontană și fauna sălbatică aflate în arealul zonei.

## Biodiversitate
Situată în ecoregiunea continentală, aria protejată conține 1 habitat natural: Păduri aluvionare cu Alnus glutinosa și Fraxinus excelsior (Alno-Padion, Alnion incanae, Salicion albae).
La baza desemnării sitului se află un număr nedeclarat de specii protejate.